# Infektionsepidemiologi
Infektionsepidemiologi är den inriktning av epidemiologin som fokuserar på infektionssjukdomar. Sjukdomarna studeras primärt på gruppnivå istället för individnivå, precis som i övrig epidemiologi. Infektionsepidemiologins stora skillnad från övrig epidemiologi, som ger den dess karaktär, är dels att sjukdomarna kan föras vidare från drabbade till nya personer genom smitta och dels att individer kan skyddas från denna smitta genom immunitet. Begreppet flockimmunitet, som flitigt diskuterats under covid-19-pandemin, är ibland centralt. 
Inom infektionsepidemiologin bedrivs forskning och övervakning av olika smittsamma sjukdomar liksom hantering av sjukdomsutbrott.  Syftet är att kunna förhindra smittspridning genom att identifiera de mikroorganismer som orsakar en viss sjukdom, samt att förstå vilka riskfaktorer och omständigheter som påverkar smittspridningen. Ibland kan verkningsfulla smittskyddsåtgärder vidtas innan man har identifierat den sjukdomsframkallande mikroorganismen, förutsatt att man förstår vilka smittvägar organismen använder. Ett tidigt exempel på detta är hur John Snow vid koleraepidemin i London 1854, innan kolerabakterien hade identifierats, ändå kunde begränsa smittspridningen genom att avlägsna pumphandtaget till en kontaminerad vattenpump.
De infektionssjukdomar som studeras utgör en stor del av den globala sjukdomsbördan. Världshälsoorganisationen (WHO) uppskattade 2010 att det årliga antalet insjuknande i malaria var upp till en halv miljard, i vanliga sexuellt överförbara sjukdomar omkring en tredjedels miljard, i HIV och aids omkring 33 miljoner samt i tuberkulos omkring 14 miljoner. Flera nya infektionssjukdomar har dessutom identifierats under senare delen av 1900-talet och början av 2000-talet. Till dessa hör aids, borrelia, sars och covid-19.